# 1708
Évszázadok: 17. század – 18. század – 19. század
Évtizedek: 1650-es évek – 1660-as évek – 1670-es évek – 1680-as évek – 1690-es évek – 1700-as évek – 1710-es évek – 1720-as évek – 1730-as évek – 1740-es évek – 1750-es évek
Évek: 1703 – 1704 – 1705 – 1706 –  1707 – 1708 – 1709 – 1710 – 1711 – 1712 – 1713

## Események

### Határozott dátumú események
- február 15. – Bornemissza János elfogja a magyarországi császári hadak főparancsnokát, gróf Starhemberg Miksa altábornagyot.[1]
- március 24. – II. Rákóczi Ferenc nemességet adományoz Esze Tamásnak és családjának.[1]
- július 5. – Velencében meghal az utolsó mantovai herceg, Ferdinánd Károly.[2]
- augusztus 3. – Viard és Pálffy seregei Trencsén mellett megverik II. Rákóczi Ferenc seregeit.[3]
- augusztus 24. – Pálffy elfoglalja Nyitrát.[1]
- augusztus 25. – Rákóczi hajdúvárosi kiváltságot ad Tarpának.[1]
- augusztus 28. – Ocskay László brigadéros lovasezrede átáll a császáriakhoz.[1]
- szeptember 2.– Béri Balogh Ádám győz Kölesdnél.[1]
- november 28. – A Rákóczi fejedelem által összehívott országgyűlés megkezdi tanácskozásait Sárospatakon. (A december 18-val záruló kuruc országgyűlés örökre felszabadítja a katonáskodó jobbágyokat és leszármazottaikat.)[1]
- december 18. – Sárospatakon kivégzik az árulóvá lett Bezerédj Imre brigadérost és Bottka Ádám alezredest.[1]

### Határozatlan dátumú események

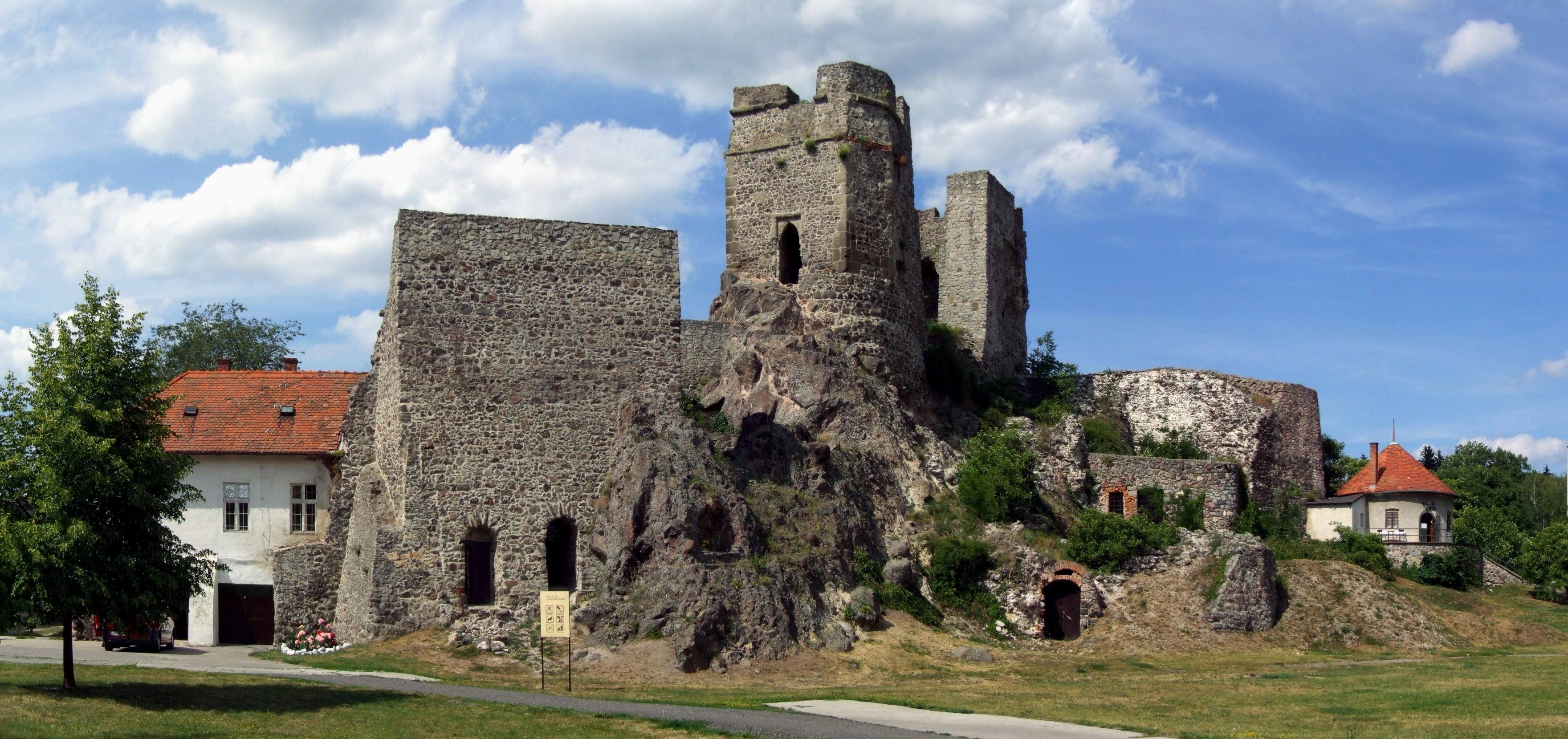
A lévai várrom

- július – Károlyi Sándor kuruc tábornagy eredménytelenül ostromolja Kolozsvárt.[4]
- az év folyamán – 
  - Mányoki Ádám, Rákóczi udvari festője elkészíti a fejedelem első képét.[1]
  - Bercsényi Miklós parancsot ad Léva várának felégetésére. (Egy évvel később a császáriak nekilálltak Léva sáncainak rendbe hozatalához.)[5]

## Az év témái

### 1708 a tudományban
- április 17. – Jean-Louis Petit párizsi sebész elsőként végez sikeres szürkehályog-műtétet.[6]

## Születések
- augusztus 8. – Ifjabb Blázy János (Blasius János), evangélikus lelkész († 1773)
- szeptember 9. – Poul Egede, dán–norvég evangélikus misszionárius grönlandi hittérítő († 1789)
- szeptember 13. – Árvay Mihály, jezsuita tanár († 1750) († 1789)
- október 8. – Giuseppe Bardarini, jezsuita szerzetes, tanár († 1791)
- október 16. – Albrecht von Haller, svájci természettudós, botanikus, orvos, költő és filozófus († 1777)
- október 27. – Nádasdy Ferenc, magyar főnemes, császári tábornagy, horvát bán († 1783)
- december 8. – I. Ferenc, német-római császár, Mária Terézia férje († 1765)

## Halálozások
- február 7. – Aspremont Ferdinánd, Rákóczi Julianna férje (* 1643)
- május 14. – Idősebb Csécsi János, sárospataki református tanár, költő (* 1650)
- május 27. – Esze Tamás, kuruc brigadéros (* 1666?)
- június 4. – Brajkovics Márton, magyar katolikus főpap (* 1664 körül)
- október 21. – Petrőczy Kata Szidónia, az első jelentős magyar költőnő (* 1658/1659)
- november 15. – Bánffy György, Habsburg-párti erdélyi gubernátor (* 1661)
- november 29. – Bellusi István, magyar jezsuita rendi szerzetes, tanár (* 1668)
- december 12. – Berzeviczy György, jezsuita rendi tanár, bölcselet- és teológusdoktor (* 1657)
- december 23. – Aachs Mihály (magyarosan Ács Mihály), evangélikus  prédikátor (* 1631)
- december 25. – Domokos Ferenc, kuruc brigadéros (* 17. sz. közepe)